# فریلینگ (استرالیای جنوبی)
فریلینگ (به انگلیسی: Freeling) یک شهرک در استرالیا است که در استرالیای جنوبی واقع شده‌است.